# Laurence Olivier Award for Outstanding Achievement in an Affiliate Theatre
Der Laurence Olivier Award for Outstanding Achievement in an Affiliate Theatre (deutsch: Laurence Olivier Award für herausragende Leistungen eines angeschlossenen Theaters) ist ein britischer Theater- und Musicalpreis, der erstmals 2004 vergeben wurde.

## Geschichte und Hintergrund
Die Laurence Olivier Awards werden seit 1976 jährlich in zahlreichen Kategorien von der Society of London Theatre vergeben. Sie gelten als höchste Auszeichnung im britischen Theater und sind vergleichbar mit den Tony Awards am amerikanischen Broadway. Ausgezeichnet werden herausragende Darsteller und Produktionen einer Theatersaison, die im Londoner West End zu sehen waren. Die Nominierten und Gewinner der Laurence Olivier Awards „werden jedes Jahr von einer Gruppe angesehener Theaterfachleute, Theaterkoryphäen und Mitgliedern des Publikums ausgewählt, die wegen ihrer Leidenschaft für das Londoner Theater“ bekannt sind. Einer der Sonderpreise ist der Laurence Olivier Award for Outstanding Achievement in an Affiliate Theatre.

## Gewinner und Nominierte
Die Übersicht der Gewinner und Nominierten listet pro Jahr die nominierten Empfänger und Produktionen. Der Gewinner eines Jahres ist grau unterlegt und fett angezeigt.

### 2004–2009
| Jahr                                           | Empfänger                                                    | Produktion                                                   |
| 2004                                           |                                                              |                                                              |
| ---------------------------------------------- | ------------------------------------------------------------ | ------------------------------------------------------------ |
| 2004                                           | Young Vic                                                    | Theatersaison unter der künstlerischen Leitung von David Lan |
| 2004                                           | Almeida Theatre                                              | The Lady from the Sea                                        |
| 2004                                           | Tanika Gupta                                                 | Fragile Land und Hobson's Choice                             |
| 2004                                           | Lyric Hammersmith                                            | Pericles, Prince of Tyre                                     |
| 2005                                           |                                                              |                                                              |
| Andrew Scott                                   | A Girl in a Car with a Man                                   |                                                              |
| Kevin Harvey                                   | Yellowman                                                    |                                                              |
| Aidan McArdle                                  | The Shadow of a Gunman                                       |                                                              |
| Tricycle Theatre                               | Guantanamo                                                   |                                                              |
| 2006                                           |                                                              |                                                              |
| Bloody Sunday: Scenes from the Saville Inquiry | Aufführungen im Tricycle Theatre                             |                                                              |
| Comfort Me with Apples                         | Aufführungen im Hampstead Theatre                            |                                                              |
| My Name Is Rachel Corrie                       | Aufführungen von Jerwood Theatre Upstairs in The Royal Court |                                                              |
| Laura Wade                                     | Breathing Corpses und Colder Than Here                       |                                                              |
| 2007                                           |                                                              |                                                              |
| Pied Piper (Boy Blue)                          | Aufführungen im Theatre Royal, Stratford East                |                                                              |
| Theatre Royal, Stratford East                  | Aufführungen der Theatersaison                               |                                                              |
| Love and Money                                 | Aufführungen im Young Vic                                    |                                                              |
| Roy Dotrice                                    | The Best of Friends                                          |                                                              |
| 2008                                           |                                                              |                                                              |
| Gone Too Far!                                  | Aufführungen im Jerwood Theatre Upstairs von The Royal Court |                                                              |
| The Brothers Size                              | Aufführungen im Young Vic                                    |                                                              |
| Cinderella                                     | Aufführungen im Theatre Royal, Stratford East                |                                                              |
| The Cast                                       | That Face                                                    |                                                              |
| 2009                                           |                                                              |                                                              |
| The Pride                                      | Aufführungen im Jerwood Theatre Upstairs von The Royal Court |                                                              |
| The Cast                                       | Oxford Street                                                |                                                              |
| Clive Rowe                                     | Mother Goose                                                 |                                                              |
| Jo Newbery                                     | Scarborough                                                  |                                                              |

### 2010–2019
| Jahr                                           | Empfänger                                             | Produktion                  |
| 2010                                           |                                                       |                             |
| ---------------------------------------------- | ----------------------------------------------------- | --------------------------- |
| 2010                                           | Royal Court Theatre                                   | Cock                        |
| 2010                                           | Soho Theatre und Tiata Fahodzi                        | Iya Ile (The First Wife)    |
| 2010                                           | Tricycle Theatre                                      | The Great Game: Afghanistan |
| 2011                                           |                                                       |                             |
| Lyric Hammersmith                              | Blasted                                               |                             |
| Soho Theatre und ATC                           | Ivan and the Dogs                                     |                             |
| Royal Court Theatre und Drum Theatre, Plymouth | The Empire                                            |                             |
| Trafalgar Studios 2 und Donmar Warehouse       | Les Parents terribles                                 |                             |
| 2012                                           |                                                       |                             |
| Theatre Royal Stratford East                   | Roadkill                                              |                             |
| Royal Exchange Theatre mit Lyric, Hammersmith  | Mogadishu                                             |                             |
| Donmar Warehouse mit Trafalgar Studios 2       | Salt, Root and Roe                                    |                             |
| Jerwood Theatre Upstairs in The Royal Court    | The Village Bike                                      |                             |
| 2013                                           |                                                       |                             |
| Jerwood Theatre Upstairs in The Royal Court    | Theatersaison                                         |                             |
| Caroline Horton                                | You're Not Like the Other Girls Chrissy               |                             |
| Kate Bond and Morgan Lloyd                     | You Me Bum Bum Train                                  |                             |
| Tricycle Theatre                               | Red Velvet                                            |                             |
| 2014                                           |                                                       |                             |
| Handbagged                                     | Aufführungen im Tricycle Theatre                      |                             |
| Cush Jumbo                                     | Josephine and I                                       |                             |
| Fleabag                                        | Aufführungen im Soho Theatre                          |                             |
| Oh, What a Lovely War!                         | Aufführungen im Theatre Royal Stratford East          |                             |
| 2015                                           |                                                       |                             |
| Bull                                           | Aufführungen im Young Vic, Maria                      |                             |
| Four Minutes Twelve Seconds                    | Aufführungen im Hampstead Theatre, Downstairs         |                             |
| Tanya Moodie                                   | Intimate Apparel und The Home That Will Not Stand     |                             |
| Juma Sharkah                                   | Liberian Girl                                         |                             |
| 2016                                           |                                                       |                             |
| Pat Kinevane und Fishamble for Silent          | Aufführungen im Soho Theatre                          |                             |
| Barbarians                                     | Aufführungen im Young Vic, Clare                      |                             |
| Phil Dunster                                   | Pink Mist                                             |                             |
| Violence and Son                               | Aufführungen im Jerwood Theatre Upstairs, Royal Court |                             |
| 2017                                           |                                                       |                             |
| Rotterdam                                      | Aufführungen in den Trafalgar Studios 2               |                             |
| Cuttin' It                                     | Aufführungen im Young Vic / Royal Court               |                             |
| The Government Inspector                       | Aufführungen im Theatre Royal Stratford East          |                             |
| The Invisible Hand                             | Aufführungen im Tricycle                              |                             |
| It Is Easy To Be Dead                          | Aufführungen in den Trafalgar Studios 2               |                             |
| 2018                                           |                                                       |                             |
| Killology                                      | Aufführungen im Jerwood Theatre Upstairs, Royal Court |                             |
| The B*easts                                    | Aufführungen im Bush Theatre                          |                             |
| The Red Lion                                   | Aufführungen in den Trafalgar Studios 2               |                             |
| The Revlon Girl                                | Aufführungen im Park Theatre                          |                             |
| 2019                                           |                                                       |                             |
| Flesh and Bone                                 | Aufführungen im Soho Theatre                          |                             |
| Moe Bar-El                                     | Every Day I Make Greatness Happen                     |                             |
| Jonathan Hyde                                  | Gently Down the Stream                                |                             |
| The Phlebotomist                               | Aufführungen im Hampstead Theatre Downstairs          |                             |
| Athena Stevens                                 | Schism                                                |                             |

### Seit 2020
| Jahr                                         | Empfänger                                    | Produktion                                            |
| 2020                                         |                                              |                                                       |
| -------------------------------------------- | -------------------------------------------- | ----------------------------------------------------- |
| 2020                                         | Baby Reindeer                                | Aufführungen im Bush Theatre                          |
| 2020                                         | Blues in the Night                           | Aufführungen im Kiln Theatre                          |
| 2020                                         | Our Lady of Kibeho                           | Aufführungen im Theatre Royal Stratford East          |
| 2020                                         | Seven Methods of Killing Kylie Jenner        | Aufführungen im Jerwood Theatre Upstairs, Royal Court |
| 2020                                         | War Heads                                    | Aufführungen im Park Theatre                          |
| 2021/2022                                    |                                              |                                                       |
| Old Bridge                                   | Aufführungen im Bush Theatre                 |                                                       |
| 10 Nights                                    | Aufführungen im Bush Theatre                 |                                                       |
| Folk                                         | Aufführungen im Hampstead Theatre Downstairs |                                                       |
| The Invisible Hand                           | Aufführungen im Kiln Theatre                 |                                                       |
| A Place For We                               | Aufführungen im Park Theatre                 |                                                       |
| 2023                                         |                                              |                                                       |
| The P Word                                   | Aufführungen im Bush Theatre                 |                                                       |
| Age Is a Feeling                             | Aufführungen im Soho Theatre                 |                                                       |
| Blackout Songs                               | Aufführungen im Hampstead Theatre Downstairs |                                                       |
| Paradise Now                                 | Aufführungen im Bush Theatre                 |                                                       |
| Two Palestinians Go Dogging                  | Aufführungen im Royal Court Theatre          |                                                       |
| 2024                                         |                                              |                                                       |
| Sleepova                                     | Aufführungen im Bush Theatre                 |                                                       |
| Blue Mist –                                  | Aufführungen im Royal Court Theatre          |                                                       |
| A Playlist for the Revolution – Bush Theatre | Aufführungen im Bush Theatre                 |                                                       |
| The Swell                                    | Aufführungen im Orange Tree Theatre          |                                                       |
| The Time Machine: A Comedy                   | Aufführungen im Park Theatre                 |                                                       |